# Comuna Homocea, Vrancea
Homocea este o comună în județul Vrancea, Moldova, România, formată din satele Costișa, Homocea (reședința) și Lespezi.

## Așezare
Comuna se află în nord-estul județului, la limita cu județul Bacău, pe malul stâng al Siretului, în zona în care în acesta se varsă afluentul Polocin. Este traversată de șoseaua națională DN11A, care leagă Adjudul de Bârlad. La Lespezi, acest drum se intersectează cu șoseaua județeană DJ252 care o leagă spre sud de Ploscuțeni și mai departe în județul Galați de Buciumeni, Nicorești, Cosmești (unde se intersectează cu DN24), Movileni și Barcea (unde se termină în DN25) și spre nord în județul Bacău de Huruiești, Găiceana, Pâncești, Parincea, Ungureni și Buhoci (unde se termină în DN2F). Tot din DN11A și tot la Lespezi se ramifică și șoseaua județeană DJ119A care duce spre nord-vest în județul Bacău la Sascut (unde se intersectează cu DN2) și mai departe la Urechești (unde se termină în DN11A).

## Demografie
Componența etnică a comunei Homocea
     Români (93,7%)
     Alte etnii (6,3%)
Componența confesională a comunei Homocea
     Ortodocși (93,35%)
     Alte religii (0,36%)
     Necunoscută (6,29%)

Conform recensământului efectuat în 2021, populația comunei Homocea se ridică la 7.312 locuitori, în creștere față de recensământul anterior din 2011, când fuseseră înregistrați 6.625 de locuitori. Majoritatea locuitorilor sunt români (93,7%). Din punct de vedere confesional, majoritatea locuitorilor sunt ortodocși (93,35%), iar pentru 6,29% nu se cunoaște apartenența confesională.

## Politică și administrație
Comuna Homocea este administrată de un primar și un consiliu local compus din 15 consilieri. Primarul, Vasile Petrea[*], de la Partidul Național Liberal, este în funcție din 2016. Începând cu alegerile locale din 2024, consiliul local are următoarea componență pe partide politice:
|  | Partid                          | Consilieri | Componența Consiliului | Componența Consiliului | Componența Consiliului | Componența Consiliului | Componența Consiliului | Componența Consiliului | Componența Consiliului | Componența Consiliului | Componența Consiliului | Componența Consiliului | Componența Consiliului |
|  | ------------------------------- | ---------- | ---------------------- | ---------------------- | ---------------------- | ---------------------- | ---------------------- | ---------------------- | ---------------------- | ---------------------- | ---------------------- | ---------------------- | ---------------------- |
|  | Partidul Național Liberal       | 11         |                        |                        |                        |                        |                        |                        |                        |                        |                        |                        |                        |
|  | Partidul Social Democrat        | 2          |                        |                        |                        |                        |                        |                        |                        |                        |                        |                        |                        |
|  | Alianța pentru Unirea Românilor | 1          |                        |                        |                        |                        |                        |                        |                        |                        |                        |                        |                        |
|  | Partidul S.O.S. România         | 1          |                        |                        |                        |                        |                        |                        |                        |                        |                        |                        |                        |

## Istorie
La sfârșitul secolului al XIX-lea, comuna Homocea făcea parte din plasa Berheci a județului Tecuci și era formată din satele Homocea și Lespezi, cu o populație de 1660 de locuitori. În comună funcționau două biserici și două școli (una cu 50 și alta cu 44 de elevi). Anuarul Socec din 1925 o consemnează în plasa Găiceana a aceluiași județ, cu satele Homocea, Lespezi și Ploscuțeni (din comuna Ploscuțeni, desființată) și o populație de 9000 de locuitori.
În 1950, comuna a trecut în administrarea raionului Adjud din regiunea Putna, apoi (după 1952) din regiunea Bârlad și (după 1956) din regiunea Bacău. În 1968, comuna a fost transferată la județul Vrancea. În 2003, satele Ploscuțeni și Argea s-au separat de comuna Homocea, formând comuna Ploscuțeni.

## Monumente istorice
Trei obiective din comuna Homocea sunt incluse în lista monumentelor istorice din județul Vrancea ca monumente de interes local. Între ele se numără un sit arheologic, aflat pe dealul Bisericii de la Lespezi și care cuprinde urmele unei așezări din eneolitic (cultura Cucuteni faza A) și ale uneia din Evul Mediu Timpuriu (secolele al VIII-lea–al IX-lea. Celelalte două monumente sunt biserica „Nașterea Maicii Domnului” din Lespezi, ridicată în 1809 și clasificată drept monument de arhitectură; și monumentul eroilor din Primul Război Mondial, construit în 1932 și clasificat ca monument memorial sau funerar.